# Фомич, Анатолий Михайлович
Анатолий Михайлович Фомич — советский хозяйственный, государственный и политический деятель.

## Биография
Родился в 1925 году в Березине. Член КПСС.
Участник Великой Отечественной войны. С 1948 года — на хозяйственной, общественной и политической работе. В 1948—1983 гг. — инструктор ЦК ЛКСМ Беларуси, инструктор ЦК ВЛКСМ, заведующий отделом сельской молодёжи, второй, первый секретарь Минского областного комитета ЦК ЛКСМ Беларуси, первый секретарь Несвижского райкома КП Беларуси, помощник директора по кадрам и быту, секретарь парткома Минского завода автоматических линий, председатель Советского райисполкома, первый секретарь Советского райкома КП Беларуси города Минска, первый заместитель заведующего отделом организационно-партийной работы ЦК КП Беларуси, второй секретарь Минского областного комитета КП Беларуси.
Избирался депутатом Верховного Совета Белорусской ССР 9-го и 10-го созывов. Делегат XXV и XXVI съездов КПСС.
Умер после 1985 года.